# Biserica reformată din Țigău

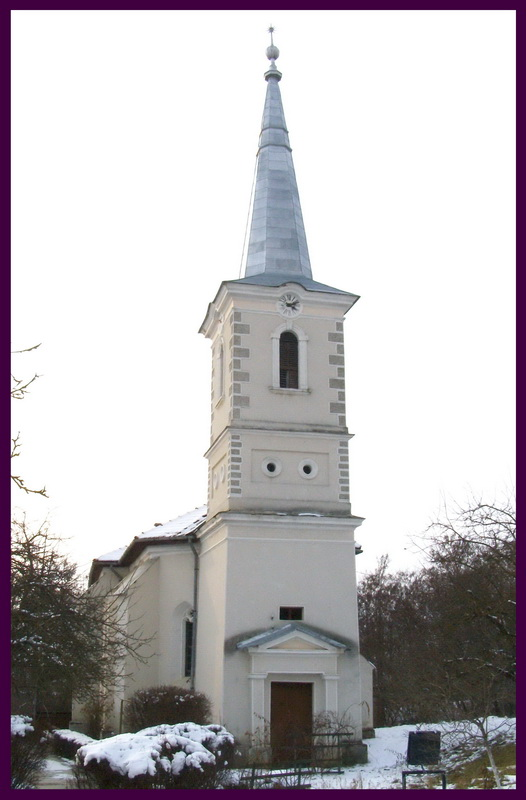
Biserica (iarna)

Biserica reformată din Țigău este un monument istoric aflat pe teritoriul satului Țigău, comuna Lechința. În Repertoriul Arheologic Național, monumentul apare cu codul 33499.05.

## Localitatea
Țigău (în maghiară Cegőtelke, Szászcegő, Cegő, în dialectul săsesc Zaigendref, în germană Zegendorf, Zagendorf, Ziegendorf) este un sat în comuna Lechința din județul Bistrița-Năsăud, Transilvania, România. Satul este atestat documentar în anul 1243 sub numele de Czegetelke.

## Biserica
Deși satul era inițial Catolic, în timpul reformei protestante, maghiarii au trecut la Biserica Reformată, iar sașii la Biserica Evanghelică-Luterană. Biserica medievală a satului apare în documente destul de târziu, doar în 1622. În 1695 este menționat primul paroh reformat din Țigău, János Margitai. În 1830 a ars clopotnița, iar în incendiu s-au distrus și clopotele. Biserica a fost reparată abia în 1853. În 1874 a ars din nou clopotnița, în 1878 turnul a fost reconstruit, iar în 1886 au fost reparați pereții fisurați. Orga bisericii a fost donată de György Veres și soția sa în anul 1888.
Biserica se ridică în zona centrală a localității, fiind înconjurată de o grădină și o livadă. Clădirea medievală este formată din navă și cor, cu un portic la intrarea sudică a corului. Clopotul a fost turnat de meșterul arădean Antal Novotny în 1900.
Forma navei este neobișnuită, are o închidere vestică poligonală (5/8) și pe baza literaturii de specialitate are analogii la câteva biserici de stil gotic târziu din anii 1500, de exemplu cele de la Dalnic (jud. Covasna) și Ocna de Sus (jud. Harghita).

## Vezi și
- Țigău, Bistrița-Năsăud